# Jeleniogórskie Towarzystwo Fotograficzne
Jeleniogórskie Towarzystwo Fotograficzne – stowarzyszenie utworzone w 1961 roku, z inicjatywy szesnastu admiratorów sztuki fotograficznej z Jeleniej Góry i okolic. Członek zbiorowy Fotoklubu Rzeczypospolitej Polskiej Stowarzyszenia Twórców.

## Historia
Jeleniogórskie Towarzystwo Fotograficzne jest kontynuatorem działalności Stowarzyszenia Miłośników Fotografiki Amatorskiej w Jeleniej Górze, utworzonej 11 sierpnia 1961 (wpis do rejestru stowarzyszeń Urzędu Spraw Wewnętrznych we Wrocławiu) – zebranie założycielskie miało miejsce 22 października 1961, w którym partycypowało 28 osób.
Pierwsza wystawa fotografii członków Stowarzyszenia Miłośników Fotografiki Amatorskiej miała miejsce w marcu 1962. W latach 1962–1974 SMFA w Jeleniej Górze było organizatorem autorskich wystaw fotograficznych (m.in.) członków SMFA – Zenona Auksztulewicza, Alfreda Borkowskiego, Tadeusza Dziedzickiego, Jana Korpala, Stanisława Niedźwieckiego, Antoniego Walczaka, Waldemara Wydmucha oraz wystaw artystów fotografów spoza Jeleniej Góry – Zofii Nasierowskiej w 1967, Wojciecha Plewińskiego w 1969. W tym samym przedziale czasowym SMFA organizowało wystawy zbiorowe swoich członków, wystawy zagranicznych fotografów – Czechosłowacji, Niemieckiej Republiki Demokratycznej – w ramach współpracy z tamtejszymi klubami, organizacjami fotograficznymi. Zaprezentowano również krakowskie wystawy aktu i portretu – Venus 70 oraz Venus 71.
19 lutego 1975 – z połączenia Grupy Gama-74, funkcjonującej przy Jeleniogórskim Ośrodku Prasowym oraz Stowarzyszenia Miłośników Fotografiki Amatorskiej – utworzono Jeleniogórskie Towarzystwo Fotograficzne, wznawiające i kontynuujące dzieło SMFA – stowarzyszenie przyjęte w poczet członków zbiorowych, istniejącej w latach 1961–1989 Federacji Amatorskich Stowarzyszeń Fotograficznych w Polsce. W tym czasie JTF było organizatorem fotograficznych plenerów przemysłowych – m.in. w Kopalni Turów w Bogatyni (1976 oraz 1978), współorganizatorem I Wojewódzkiego Przeglądu Fotografii Amatorskiej, organizatorem cyklicznych karkonoskich plenerów fotograficznych Domek Myśliwski oraz organizatorem, współorganizatorem wielu wystaw fotograficznych, m.in. członków JTF. Jeleniogórskie Towarzystwo Fotograficzne było organizatorem wielu spotkań z artystami fotografami oraz autorami piszącymi o fotografii – m.in. z Witoldem Dederko, Januszem Kostrzewskim, Jerzym Buszą, Jerzym Riegielem, Romualdem Kłosiewiczem, Jerzym Olkiem, Zenonem Harasymem. W 1978 roku JTF otrzymało własną siedzibę. W 1980 Jeleniogórskie Towarzystwo Fotograficzne było pomysłodawcą i organizatorem cyklicznego Biennale Fotografii Górskiej, przekazanego w czasie późniejszym pod egidę Wojewódzkiego Domu Kultury w Jeleniej Górze.

## Działalność
Jeleniogórskie Towarzystwo Fotograficzne każdego roku organizuje wystawy fotograficzne swoich członków – w tym m.in. we własnej przestrzeni wystawienniczej (Galerii Focus). Organizuje ogólnodostępny, comiesięczny konkurs fotograficzny, organizuje fotograficzne pokazy multimedialne, plenery, prelekcje, spotkania, warsztaty fotograficzne ze znanym fotografami oraz zajmuje się działalnością edukacyjną i kulturotwórczą, W ramach współpracy z organizatorami cyklicznej imprezy Września Jeleniogórskiego – Jeleniogórskie Towarzystwo Fotograficzne jest organizatorem corocznego konkursu fotograficznego Jelenia Góra i Jeleniogórzanie, objętego patronatem Prezydenta Miasta Jeleniej Góry. Członkowie JTF aktywnie uczestniczą w regionalnych, ogólnopolskich oraz międzynarodowych konkursach fotograficznych, zdobywając wiele akceptacji, medali, nagród, wyróżnień, dyplomów, listów gratulacyjnych. Kilku członków JTF – Tadeusz Biłozor, Teodor Gutaj, Janusz Pytel, Jacek Szczerbaniewicz, Jerzy Wiklendt – zostało przyjętych w poczet członków Fotoklubu Rzeczypospolitej Polskiej Stowarzyszenia Twórców. Decyzją Komisji Kwalifikacji Zawodowych Fotoklubu RP, otrzymali dyplomy potwierdzające kwalifikacje do wykonywania zawodu artysty fotografa, fotografika.

## Pierwszy Zarząd Stowarzyszenia Miłośników Fotografiki Amatorskiej
- Emil Londzin – prezes
- Tadeusz Dziedzicki – wiceprezes
- Kazimierz Muszyński – skarbnik
- Mieczysław Obałek – gospodarz
- Józef Wojtusiak – sekretarz

### Komisja Rewizyjna
- Waldemar Wydmuch – przewodniczący
- Jan Brzeski – członek
- Zbigniew Adamski – członek

### Sąd Koleżeński
- Wiesław Dachowski – przewodniczący
- Stanisław Wojtusiak – członek
- Janusz Maniecki – członek

Źródło

## Pierwszy Zarząd Jeleniogórskiego Towarzystwa Fotograficznego
- Józef Maciej Bożek – prezes
- Mieczysław Obałek – wiceprezes
- Mieczysław Hładki – skarbnik
- Grażyna Mroczkowska – sekretarz
- Krzysztof Korczyki – członek Zarządu

### Komisja Rewizyjna
- Regina Siemieńska – przewodniczący
- Waldemar Wydmuch – członek
- Zdzisław Gaj – członek

### Sąd Koleżeński
- Tadeusz Dziedzicki – przewodniczący
- Jan Kotlarski – członek
- Wacław Narkiewicz – członek

Źródło